# Понькинский сельсовет
Понькинский сельсовет — упразднённые административно-территориальная единица и сельское поселение в Шадринском районе Курганской области Российской Федерации.
Административный центр — село Понькино.
С 23 декабря 2021 года Законом Курганской области от 10.12.2021 № 140 муниципальный район был преобразован в муниципальный округ, в административном районе упразднён сельсовет.

## История
Статус и границы сельского поселения установлены Законом Курганской области от 4 ноября 2004 года № 750 «Об установлении границ муниципального образования Понькинского сельсовета, входящего в состав муниципального образования Шадринского района».

## Население
| 1989 | 2002 | 2004 | 2010 | 2012 | 2013 | 2014 |
| ---- | ---- | ---- | ---- | ---- | ---- | ---- |
| 603  | ↘592 | ↗618 | ↘395 | ↘380 | ↘360 | ↗361 |
| 2015 | 2016 | 2017 | 2018 | 2019 | 2020 |      |
| ↘360 | ↗371 | ↘368 | ↘358 | ↘349 | ↘337 |      |

## Состав сельского поселения
| № | Населённый пункт | Тип населённого пункта       | Население |
| - | ---------------- | ---------------------------- | --------- |
| 1 | Ермакова         | деревня                      | ↘53       |
| 2 | Никитино         | деревня                      | →9        |
| 3 | Понькино         | село, административный центр | ↘333      |